# يوشينو نانجو
يوشينو نانجو (南條愛乃 نانجو يوشينو) هي مؤدية أصوات ومغنية يابانية ولدت في 12 يوليو 1984 في محافظة شيزوؤكا.

## أدوارها في الأنمي

### مسلسلات أنمي تلفزيونية
- كاتيكيو هيتمان ريبورن! - يوني
- كانان - ماريا أوساوا
- رايلغان معينة خاصة بالعلم - مآيا أواتسكي
- رايلغان معينة خاصة بالعلم S - مآيا أواتسكي
- الغبي والإختبار والوحش المستدعى - أيكو كودو
- الغبي والاختبار والوحش المستدعى اثنان! - أيكو كودو
- آخر (رواية) - سايوري كاكينوما
- الإبن المتجول - كاناكو ساسا
- لاف لايف! - إيلي أياسي
- روبوتكس;نوتس - أكيهو سينوميا
- أحجية الشر - نيو هاشيري
- كلاسروم كرايسس - سوبارو ياماكي
- غيت: قوات الدفاع الذاتي تقاتل في أرض غريبة - ريسا أوي
- روبوتيز: نوت - أكيهو سينويما

## أدوارها في ألعاب الفيديو
- طوكيو ميراج سيشنز شارب إف إي - كيريا كورونو

## روابط خارجية
- يوشينو نانجو على موقع IMDb (الإنجليزية)
- يوشينو نانجو على موقع ميوزك برينز (الإنجليزية)
- يوشينو نانجو على موقع ديسكوغز (الإنجليزية)
- يوشينو نانجو على موقع قاعدة بيانات الفيلم (الإنجليزية)
- يوشينو نانجو على موقع ANN person (الإنجليزية)